# Нівата Акіко
Нівата Акіко (яп. 庭田 亜樹子; нар. 12 вересня 1984, Осака, Японія) — японська футболістка, півзахисниця, виступала в збірній Японії.

## Клубна кар'єра
Нівата народилася 12 вересня 1984 року в префектурі Осака. У 2000 році була переведена з молодіжної команди «Мацушита Електрик Панасонік Бамбіна» (тепер — «Сперанца Такатцукі») до дорослої. У 2007 році перейшла до «Урава Редс». Завершила футбольну кар'єру у 2012 році. Зіграла 96 матчів у чемпіонаті Японії, двічі потрапляла до Найкращої 11-и чемпіонату Японії (2009 та 2010).

## Кар'єра в збірній
У серпні 2002 року Акіко була викликана до молодіжної збірної Японії для участі в чемпіонаті світу U-19 2002. Дебютувала у національній збірній Японії 19 березня 2003 року в поєдинку проти Таїланду.

## Досягнення
- Чемпіонат Японії
  -  Чемпіон (1): 2009

## Статистика виступів у збірній
| жіноча національна збірна Японії | жіноча національна збірна Японії | жіноча національна збірна Японії |
| Рік                              | Матчі                            | Голи                             |
| -------------------------------- | -------------------------------- | -------------------------------- |
| 2003                             | 1                                | 0                                |
| Загалом                          | 1                                | 0                                |